# Возз'єднання України з Росією
«Возз'єднання України з Росією» (рос. Воссоединение Украины с Россией) — радянська та російська історіграфічна концепція й ідеологема, історичний міф[джерело?], що є частиною історичної політики Росії. Широко висвітлений в радянській пропаганді, особливо з 1954 року після святкування 300-річчя Переяславської ради. Центральною подією так званого «возз'єднання» вважаються події Переяславської ради (козацької ради, що відбулася 8 (18) січня 1654 року в Гетьманщині).
Інші назви:
- «Возз'єднання українського народу з братнім російським народом» (рос. Воссоединение украинского народа с братским российским народом).

## Поява терміна
Вважається, що термін і сам факт проведення Переяславської ради довгий час не був настільки важливою частиною російського історичної політики та державної пропаганди (на відміну від міфу про Полтавську битву). Ба більше, до 1954 року жодного відзначення річниці не було, хоча спроби були. Так у 1944 року тоді ще голова ради народних комісарів УРСР, Микита Хрущов, пропонував Йосипу Сталіну провести ювілей 290 років від ради. При чому ще тоді він послуговувався у своєму листі традиційним для російської історіографії словом, що позначало колонізацію — «приєднання» (рос. присоединение).

## Наслідки пропагандисткої кампанії
Серед наслідків пропаганди «возз'єднання» можна відзначити:
- перетворення історичної постаті Богдана Хмельницького на пропагандистський образ. Широка популяризація «возз'єднувача»-Хмельницького в монументальному мистецтві;
- зміщення уваги в науковій та науково-популярній літературі зі становлення суверенної та незалежної Української козацької держави на «споконвічне бажання українців об'єднатися з росіянами»;
- обґрунтування російського імперіалізму «проханням Хмельницького возз'єднатися з Росією»;
- пояснення численних страт і вбивств українських державних діячів раннього модерну «зрадою клятви Хмельницького» ();
- плекання провини та сорому в українців за бажання мати незалежну (не «возз'єднану» державу).

### Наслідки святкування 300-річчя Переяславської ради
Перейменування міст, географічних й інших об'єктів
- у 1943 році місто Переяслав було перейменовано на Переяслав-Хмельницький (відповідно, Переяславський район на Переяслав-Хмельницький район);
- місто Проскурів було перейменовано на Хмельницький (відповідно, Кам'янецько-Подільської області на Хмельницьку);
- Дніпропетровський державний університет отримав «ім'я возз'єднання України з Росією» (нині — Дніпровський національний університет імені Олеся Гончара);
- Черкаський державний педагогічний інститут отримав «ім'я возз'єднання України з Росією» (нині — Черкаський національний університет імені Богдана Хмельницького);
- Ульяновське вище воєнно-технічне училище[ru] отримало «ім'я Богдана Хмельницького».

Пам'ятники
- встановлення пам'ятників Богдану Хмельницькому у: Донецьку, Мелітополі, Сімферополі, Ульяновську[ru], Чернігові.
- встановлення у Переяславі монументу «300-річчя возз'єднання України з Росією».

Інше
- видання трьох томної збірки документів «Возз'єднання України з Росією»;
- знято художній історичний фільм «Полум'я гніву»;
- випущено серію марок присвячену 300-річчю возз'єднання України з Росією;
- радянський художник Михайло Хмелько написав монументальну картину «Навіки з Москвою, навіки з російським народом».

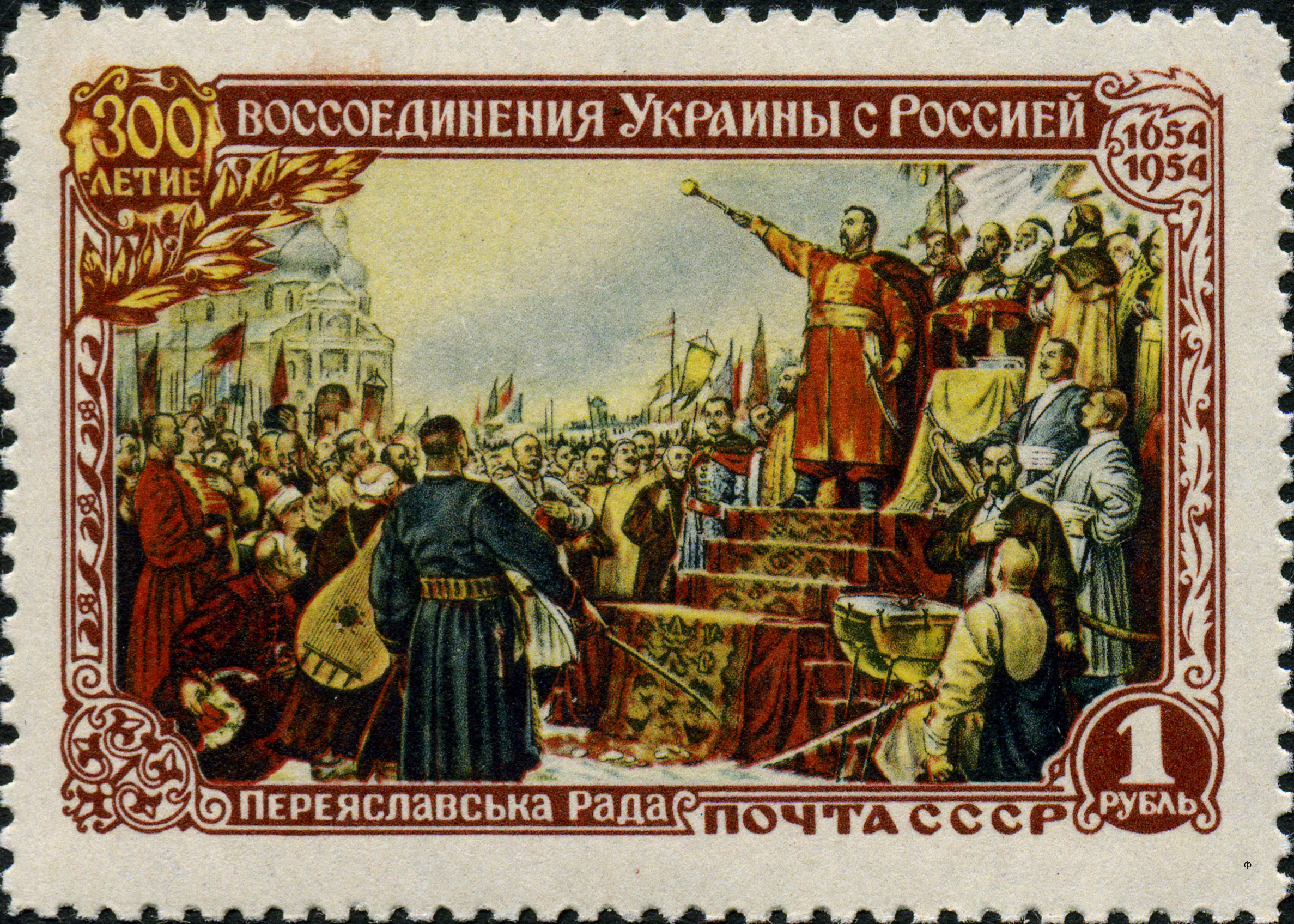
Поштова марка (1954 рік)
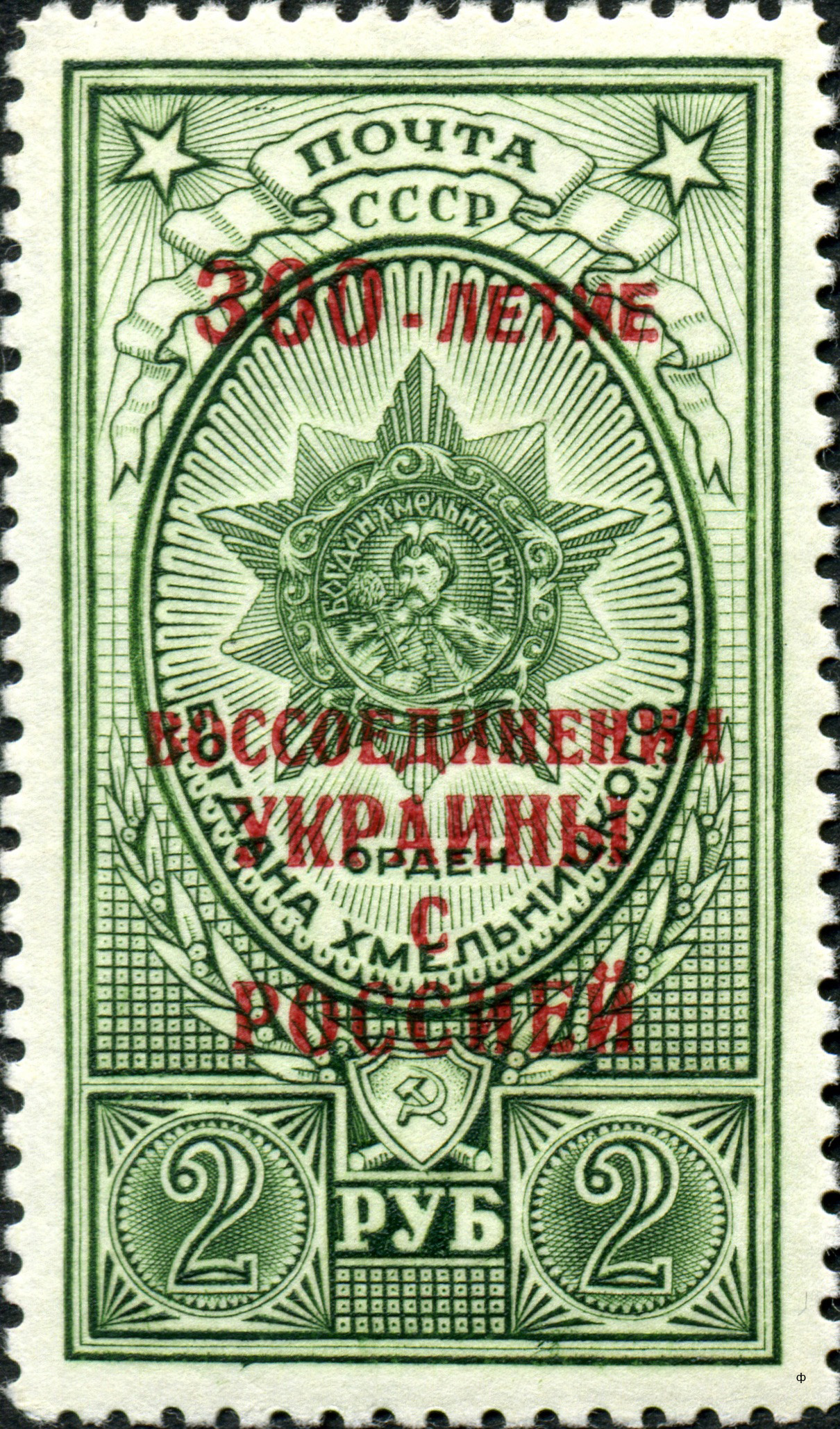
Марка (1954)
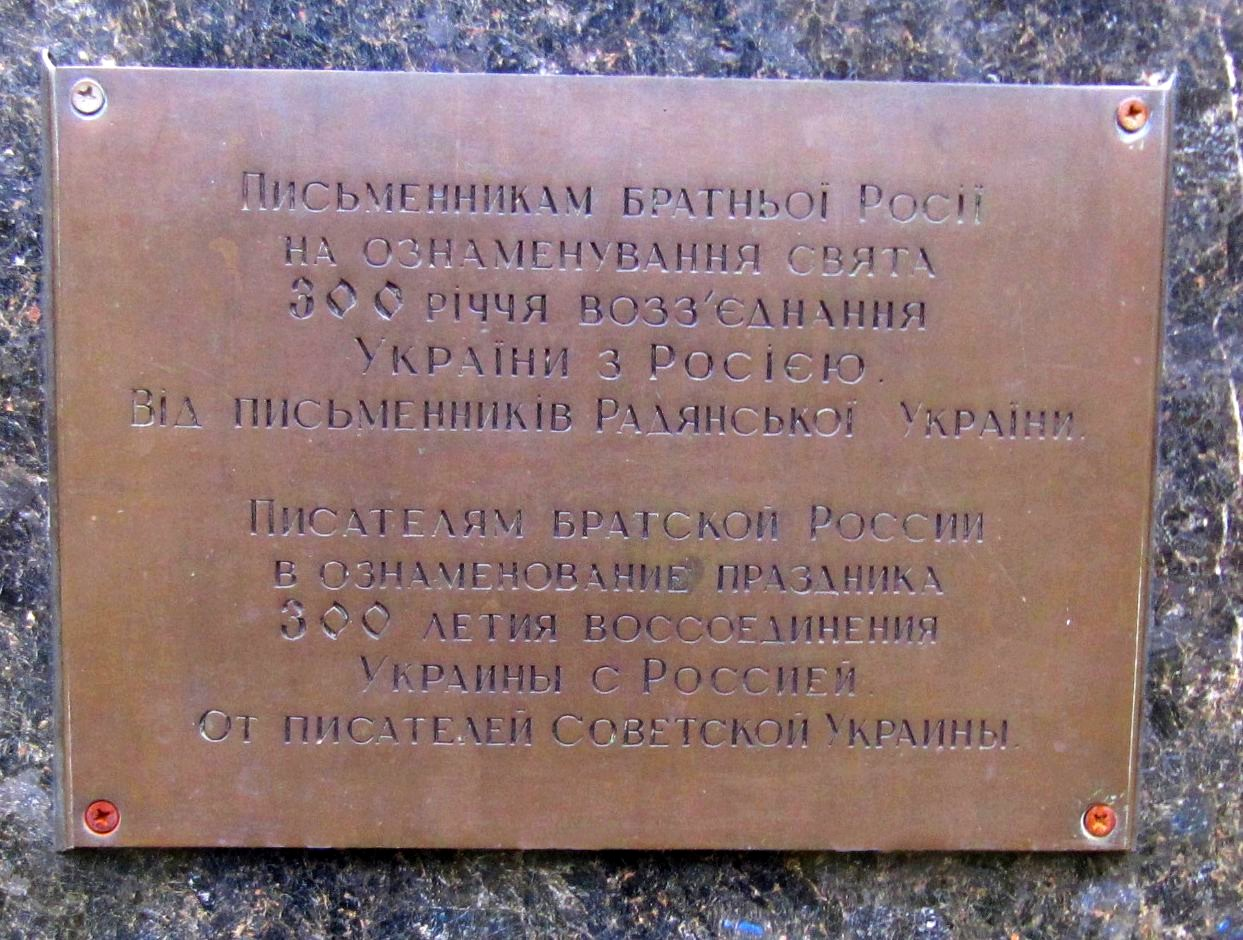
Пам'ятна дощечка «письменника братньої Росії» на пам'ятнику Льво Толстому (російська скульпторка Новокрещенова, 1958 рік)

## Сучасне ставлення до «возз'єднання» в Росії
Після початку російсько-української війни, у 2014 році, в російському Білгороді було відкрито черговий пам'ятник Богдану Хмельницькому на однойменному проспекті (останній — отримав ім'я Хмельницького ще 1954 року під час святкування 300-річчя «возз'єднання»).

### Інші терміни по відношенню до історичних подій
Відповідник в україномовній Вікіпедії
- Анексія Криму 2014 року;
- Анексія Кримського ханства;
- Колонізація Сибіру;
- Радянська анексія західноукраїнських земель;
- Радянська окупація балтійських країн (1940);
- Радянська окупація Західної України і Західної Білорусі;
- Радянська окупація України;
- Російсько-чукотські війни (1641—1778).

Відповідник в російськомовній Вікіпедії
- Присоединение Крыма к Российской Федерации;
- Присоединение Крыма к Российской империи;
- Покорение (присоединение) Сибири;
- Присоединение Западной Украины к Украинской ССР;
- Присоединение Прибалтики к СССР;
- Присоединение Западной Украины и Западной Белоруссии к СССР;
- Присоединение Украины к СССР;
- Присоединение Чукотки к России.